# Glock 23
La Glock 23 è una pistola semiautomatica prodotta dall'austriaca Glock.
Camerata per la cartuccia .40 S&W, è una pistola compatta che ha le stesse dimensioni della Glock 19, pur essendo più pesante.